# Karl Franz Koehler

Karl Franz Koehler (1843–1897)

Karl Franz Koehler (* 22. August 1843 in Leipzig; † 5. August 1897 in Bonn) war ein deutscher Buchhändler und Barsortimenter.

## Leben
Sein Großvater Karl Franz Gottfried Koehler (* 7. Januar 1764; † 29. Dezember 1833) gründete die die Firma K. F. Koehler 1719 in Leipzig. Sein Vater Karl Franz Koehler (* 23. März 1805; † 2. Dezember 1872) übernahm bereits 1830 das Geschäft. Seine Mutter Julie Koehler geb. Liebing aus Kahla heiratete seinen Vater 1837. Aus der Ehe gingen sieben Kinder, drei Töchter und vier Söhne, hervor. Karl Franz Koehler war der älteste Sohn. Er lernte den Beruf des Buchhändlers 1858–1861 bei Vandenhoeck & Ruprecht in Göttingen und arbeitete als Gehilfe bei Dulau & Co. in London (1861–1863), bei Otto Lorenz in Paris (1863–1864) und bei Wilhelm Braumüller in Wien (1865–1867). Am 1. Januar 1873 übernahm der das Geschäft des Vaters. 1881 kaufte er das „Fries’sche Kommissionsgeschäft“, das damals 208 Kommittenten hatte. 1881/1882 wurde ein geräumiger Neubau errichtet. Als literaturkundiger Sortimenter gründete er am 1. Januar 1888 ein Barsortiment als zentrales Bücherlager zur Belieferung vor allem kleinerer Sortimenter und gab Lagerkataloge heraus. 1887 wurde eine Lehrmittelgroßhandlung angeschlossen. Sein jüngerer Bruder Hugo Koehler übernahm 1884 das angeschlossene Antiquariatsgeschäft. Der so entstandene Großbetrieb mit internationalem Geschäftsverkehr bezog 1894 das im Leipziger Buchhändlerviertel erbaute und 1897 erweiterte Koehler-Haus. 1896 wurde das Geschäft in einem großen Gebäude Täubchenweg 21 untergebracht. Am 5. August 1897 starb Karl Franz Koehler in Bonn. Er wurde in einem Erbbegräbnis in der IX. Abteilung des Neuen Johannisfriedhof in Leipzig begraben. Das Geschäft erbte seine Witwe Bertha Koehler geb. Schall (1857–1943), es wurde von den beiden Teilhabern Rudolf Winkler (seit 1890) und Otto Engert (seit 1895) für diese und ihre Kinder weitergeführt.
Einbände der Firma sind häufig mit KFK oder KFKBS (Karl Franz Koehler Bar Sortiment) auf dem hinteren Deckel gekennzeichnet.
1918 fusionierte die Firma Karl Franz Koehler, geführt von seinen Nachkommen, mit Friedrich Volckmar zur Koehler & Volckmar AG (KV).
Später fungierte das Unternehmen, nun in Stuttgart-Vaihingen ansässig, überwiegend als Marketingabteilung der Firmengruppe Koch, Neff und Volckmar, die infolge ihrer Insolvenz im Jahr 2019 von der Zeitfracht -Gruppe übernommen wurde.